# Campeonato Mundial de Sumô
O Campeonato Mundial de Sumô (oficialmente World Sumo Championships (WKC) em inglês e/ou Sekai Sumō Senshuken Taikai (世界相撲選手権大会) em japonês) é uma competição de sumô amador organizada pela Federação Internacional de Sumô (IFS). Trata-se da principal competição internacional de Sumô entre os países membros da IFS. Por ser uma competição de sumô amador, somente estão aptos a participar atletas não profissionais, e os lutadores podem usar vestimentas maiores.
A competição masculina começou em 1992 e a feminina em 2001, quando ambas as competições passaram a ser realizadas em conjunto. Os campeonatos geralmente são realizados anualmente desde a sua criação em 1992 (ano em que a própria IFS foi fundada); não ocorreu em 2003 (Epidemia de SARS), 2009 (pandemia da gripe suína), 2011 (Primavera Árabe), 2020-2021 (Pandemia de COVID-19) e 2022 (Invasão da Ucrânia pela Rússia)
A 24ª edição, originalmente programada para acontecer na Rússia em 2022, será agora realizada em Tóquio no final de 2023.

## Classes de peso
| Classe de Peso      | Masculino      | Feminino       | Masculino Jr.* | Feminino Jr.*  |
| ------------------- | -------------- | -------------- | -------------- | -------------- |
| Aberto (Openweight) | Sem restrições | Sem restrições | Sem restrições | Sem restrições |
| Peso pesado         | ≥115 kg        | ≥80 kg         | ≥100 kg        | ≥75 kg         |
| Peso médio          | 85−115 kg      | 65–80 kg       | 80–100 kg      | 60–75 kg       |
| Peso Leve           | <85 kg         | <65 kg         | <80 kg         | <60 kg         |

| Classe de Peso      | Masculino      | Feminino       | Masculino Jr.* | Feminino Jr.*  |
| ------------------- | -------------- | -------------- | -------------- | -------------- |
| Aberto (Openweight) | Sem restrições | Sem restrições | Sem restrições | Sem restrições |
| Peso Pesado         | ≥115 kg        | ≥80 kg         | ≥100 kg        | ≥75 kg         |
| Peso Meio-Pesado    | 100–115kg      | 73–80 kg       | (Unused)       | (Unused)       |
| Peso Médio          | 85−100 kg      | 65–73 kg       | 80–100 kg      | 60–75 kg       |
| Peso Leve           | <85 kg         | <65 kg         | <80 kg         | <60 kg         |

## Lista de Campeões

### Competição individual masculina
Os lutadores que posteriormente ingressaram no sumô profissional (ou eram ex-profissionais) também têm seu nome de ringue ou shikona listado.
|      | Ano  | Sede        | Classe de Peso                         | Campeão                                | País                                   | shikona                                         | ref                                    |
| ---- | ---- | ----------- | -------------------------------------- | -------------------------------------- | -------------------------------------- | ----------------------------------------------- | -------------------------------------- |
| 1ª   | 1992 | Tokyo       | Peso Aberto (Openweight)               | Kazuo Saitō                            | Japão                                  |                                                 | [ 4 ]                                  |
| 1ª   | 1992 | Tokyo       | Peso Pesado                            | Takeharu Dejima                        | Japão                                  | Dejima Takeharu                                 | [ 4 ]                                  |
| 1ª   | 1992 | Tokyo       | Peso Leve                              | Akihiro Kiku                           | Japão                                  |                                                 | [ 4 ]                                  |
| 2ª   | 1993 | Tokyo       | Peso Aberto (Openweight)               | Sunao Yasu                             | Japão                                  |                                                 | [ 5 ]                                  |
| 2ª   | 1993 | Tokyo       | Peso Pesado                            | Fumihito Tsuruga                       | Japão                                  | Hokutomori Fumihito [ja]                        | [ 5 ]                                  |
| 2ª   | 1993 | Tokyo       | Peso Médio                             | Akihiro Kiku                           | Japão                                  |                                                 | [ 5 ]                                  |
| 2ª   | 1993 | Tokyo       | Peso Leve                              | Hitoshi Omura                          | Japão                                  |                                                 | [ 5 ]                                  |
| 3ª   | 1994 | Tokyo       | Peso Aberto (Openweight)               | Badmanyambuu Bat-Erdene                | Mongólia                               |                                                 | [ 6 ]                                  |
| 3ª   | 1994 | Tokyo       | Peso Pesado                            | Keiji Tamiya                           | Japão                                  | Kotomitsuki Keiji                               | [ 6 ]                                  |
| 3ª   | 1994 | Tokyo       | Peso Médio                             | Ryōji Kumagai                          | Japão                                  | Kaihō Ryōji                                     | [ 6 ]                                  |
| 3ª   | 1994 | Tokyo       | Peso Leve                              | Bayanmnh Gantogtoh                     | Mongólia                               |                                                 | [ 6 ]                                  |
| 4ª   | 1995 | Tokyo       | Peso Aberto (Openweight)               | Emmanuel Yarborough                    | Estados Unidos                         |                                                 | [ 7 ]                                  |
| 4ª   | 1995 | Tokyo       | Peso Pesado                            | Naohito Saitō                          | Japão                                  | Hayateumi Hidehito                              | [ 7 ]                                  |
| 4ª   | 1995 | Tokyo       | Peso Médio                             | Ryōji Kumagai                          | Japão                                  | Kaihō Ryōji                                     | [ 7 ]                                  |
| 4ª   | 1995 | Tokyo       | Peso Leve                              | Agvaansamdan Suhbat                    | Mongólia                               |                                                 | [ 7 ]                                  |
| 5ª   | 1996 | Tokyo       | Peso Aberto (Openweight)               | Mark Robinson                          | África do Sul                          |                                                 | [ 8 ]                                  |
| 5ª   | 1996 | Tokyo       | Peso Pesado                            | Koichi Katō                            | Japão                                  |                                                 | [ 8 ]                                  |
| 5ª   | 1996 | Tokyo       | Peso Médio                             | Tatsurō Takahama                       | Japão                                  | Hamanishiki Tatsurō                             | [ 8 ]                                  |
| 5ª   | 1996 | Tokyo       | Peso Leve                              | Hitoshi Omura                          | Japão                                  |                                                 | [ 8 ]                                  |
| 6ª   | 1997 | Tokyo       | Peso Aberto (Openweight)               | Naohito Saitō                          | Japão                                  | Hayateumi Hidehito                              | [ 9 ]                                  |
| 6ª   | 1997 | Tokyo       | Peso Pesado                            | Keiji Tamiya                           | Japão                                  | Kotomitsuki Keiji                               | [ 9 ]                                  |
| 6ª   | 1997 | Tokyo       | Peso Médio                             | Tatsurō Takahama                       | Japão                                  | Hamanishiki Tatsurō                             | [ 9 ]                                  |
| 6ª   | 1997 | Tokyo       | Peso Leve                              | Agvaansamdan Suhbat                    | Mongólia                               |                                                 | [ 9 ]                                  |
| 7ª   | 1998 | Tokyo       | Peso Aberto (Openweight)               | Keiji Tamiya                           | Japão                                  | Kotomitsuki Keiji                               | [ 10 ]                                 |
| 7ª   | 1998 | Tokyo       | Peso Pesado                            | Jörg Brümmer                           | Alemanha                               |                                                 | [ 10 ]                                 |
| 7ª   | 1998 | Tokyo       | Peso Médio                             | Tatsurō Takahama                       | Japão                                  | Hamanishiki Tatsurō                             | [ 10 ]                                 |
| 7ª   | 1998 | Tokyo       | Peso Leve                              | Svetoslav Binev                        | Bulgária                               |                                                 | [ 10 ]                                 |
| 8ª   | 1999 | Riesa       | Peso Aberto (Openweight)               | Levan Ebanoidze                        | Georgia                                |                                                 | [ 11 ]                                 |
| 8ª   | 1999 | Riesa       | Peso Pesado                            | Takahisa Osanai                        | Japão                                  |                                                 | [ 11 ]                                 |
| 8ª   | 1999 | Riesa       | Peso Médio                             | Hideto Tsushima                        | Japão                                  |                                                 | [ 11 ]                                 |
| 8ª   | 1999 | Riesa       | Peso Leve                              | Svetoslav Binev                        | Bulgária                               |                                                 | [ 11 ]                                 |
| 9ª   | 2000 | São Paulo   | Peso Aberto (Openweight)               | Tōru Kakizoe                           | Japão                                  | Kakizoe Tōru                                    | [ 12 ]                                 |
| 9ª   | 2000 | São Paulo   | Peso Pesado                            | Takahisa Osanai                        | Japão                                  |                                                 | [ 12 ]                                 |
| 9ª   | 2000 | São Paulo   | Peso Médio                             | Aias Mongouch                          | Rússia                                 |                                                 | [ 12 ]                                 |
| 9ª   | 2000 | São Paulo   | Peso Leve                              | Peer Schmidt-Düwiger                   | Alemanha                               |                                                 | [ 12 ]                                 |
| 10ª  | 2001 | Aomori      | Peso Aberto (Openweight)               | Torsten Scheibler                      | Alemanha                               |                                                 | [ 13 ]                                 |
| 10ª  | 2001 | Aomori      | Peso Pesado                            | Robert Paczków                         | Polónia                                |                                                 | [ 13 ]                                 |
| 10ª  | 2001 | Aomori      | Peso Médio                             | Aias Mongouch                          | Rússia                                 |                                                 | [ 13 ]                                 |
| 10ª  | 2001 | Aomori      | Peso Leve                              | Chōhei Kimura                          | Japão                                  |                                                 | [ 13 ]                                 |
| 11ª  | 2002 | Kraków      | Peso Aberto (Openweight)               | Alan Karaev                            | Rússia                                 |                                                 | [ 14 ]                                 |
| 11ª  | 2002 | Kraków      | Peso Pesado                            | Robert Paczków                         | Polónia                                |                                                 | [ 14 ]                                 |
| 11ª  | 2002 | Kraków      | Peso Médio                             | David Tsallagov                        | Rússia                                 |                                                 | [ 14 ]                                 |
| 11ª  | 2002 | Kraków      | Peso Leve                              | Claudio Ikemori                        | Brasil                                 |                                                 | [ 14 ] [ 15 ]                          |
| −    | 2003 | Hong Kong   | Cancelado devido ao surto de SARS.     | Cancelado devido ao surto de SARS.     | Cancelado devido ao surto de SARS.     | Cancelado devido ao surto de SARS.              | Cancelado devido ao surto de SARS.     |
| 12ª  | 2004 | Riesa       | Peso Aberto (Openweight)               | Keishō Shimoda                         | Japão                                  | Wakakeishō Hiroki [ja]                          | [ 16 ]                                 |
| 12ª  | 2004 | Riesa       | Peso Pesado                            | Takayuki Ichihara                      | Japão                                  | Kiyoseumi Takayuki                              | [ 16 ]                                 |
| 12ª  | 2004 | Riesa       | Peso Médio                             | Katsuo Yoshida                         | Japão                                  |                                                 | [ 16 ]                                 |
| 12ª  | 2004 | Riesa       | Peso Leve                              | Vitaliy Tikhenko                       | Ucrânia                                |                                                 | [ 16 ]                                 |
| 13ª  | 2005 | Osaka       | Peso Aberto (Openweight)               | Torsten Scheibler                      | Alemanha                               |                                                 | [ 17 ]                                 |
| 13ª  | 2005 | Osaka       | Peso Pesado                            | Takayuki Ichihara                      | Japão                                  | Kiyoseumi Takayuki                              | [ 17 ]                                 |
| 13ª  | 2005 | Osaka       | Peso Médio                             | Katsuo Yoshida                         | Japão                                  |                                                 | [ 17 ]                                 |
| 13ª  | 2005 | Osaka       | Peso Leve                              | Vitaliy Tikhenko                       | Ucrânia                                |                                                 | [ 17 ]                                 |
| 14ª  | 2006 | Sakai       | Peso Aberto (Openweight)               | Alan Gabaraev                          | Rússia                                 | Aran Hakutora                                   | [ 18 ]                                 |
| 14ª  | 2006 | Sakai       | Peso Pesado                            | Byambajav Ulambayar                    | Mongólia                               | Daishōchi Kenta (ex-professional sumo wrestler) | [ 18 ]                                 |
| 14ª  | 2006 | Sakai       | Peso Médio                             | Katsuo Yoshida                         | Japão                                  |                                                 | [ 18 ]                                 |
| 14ª  | 2006 | Sakai       | Peso Leve                              | Takaharu Nagasawa                      | Japão                                  |                                                 | [ 18 ]                                 |
| 15ª  | 2007 | Chiang Mai  | Peso Aberto (Openweight)               | Alan Karaev                            | Rússia                                 |                                                 | [ 19 ]                                 |
| 15ª  | 2007 | Chiang Mai  | Peso Pesado                            | Byambajav Ulambayar                    | Mongólia                               | Daishōchi Kenta                                 | [ 19 ]                                 |
| 15ª  | 2007 | Chiang Mai  | Peso Médio                             | Katsuo Yoshida                         | Japão                                  |                                                 | [ 19 ]                                 |
| 15ª  | 2007 | Chiang Mai  | Peso Leve                              | Sándor Bárdosi                         | Hungria                                |                                                 | [ 19 ]                                 |
| 16ª  | 2008 | Rakvere     | Peso Aberto (Openweight)               | Naranbat Gankhuyag                     | Mongólia                               | Maenoyū Tarō (ex-professional sumo wrestler)    | [ 20 ]                                 |
| 16ª  | 2008 | Rakvere     | Peso Pesado                            | Takashi Himeno                         | Japão                                  |                                                 | [ 20 ]                                 |
| 16ª  | 2008 | Rakvere     | Peso Médio                             | Katsuo Yoshida                         | Japão                                  |                                                 | [ 20 ]                                 |
| 16ª  | 2008 | Rakvere     | Peso Leve                              | Takashi Shimako                        | Japão                                  |                                                 | [ 20 ]                                 |
| −    | 2009 | Alexandria  | Cancelled due to the flu pandemic      | Cancelled due to the flu pandemic      | Cancelled due to the flu pandemic      | Cancelled due to the flu pandemic               | Cancelled due to the flu pandemic      |
| 17ª  | 2010 | Warsaw      | Peso Aberto (Openweight)               | Vasily Margiev                         | Rússia                                 |                                                 | [ 21 ]                                 |
| 17ª  | 2010 | Warsaw      | Peso Pesado                            | Dezso Libor                            | Hungria                                |                                                 | [ 21 ]                                 |
| 17ª  | 2010 | Warsaw      | Peso Médio                             | Ryō Itō                                | Japão                                  |                                                 | [ 21 ]                                 |
| 17ª  | 2010 | Warsaw      | Peso Leve                              | Stiliyan Georgiev                      | Bulgária                               |                                                 | [ 21 ]                                 |
| −    | 2011 | Alexandria  | Cancelled due to political instability | Cancelled due to political instability | Cancelled due to political instability | Cancelled due to political instability          | Cancelled due to political instability |
| 18ª  | 2012 | Wan Chai    | Peso Aberto (Openweight)               | Naranbat Gankhuyag                     | Mongólia                               | Maenoyū Tarō                                    | [ 22 ]                                 |
| 18ª  | 2012 | Wan Chai    | Peso Pesado                            | Alan Karaev                            | Rússia                                 |                                                 | [ 22 ]                                 |
| 18ª  | 2012 | Wan Chai    | Peso Médio                             | Kostiantyn Iermakov                    | Ucrânia                                |                                                 | [ 22 ]                                 |
| 18ª  | 2012 | Wan Chai    | Peso Leve                              | Gantugs Rentsendorj                    | Mongólia                               |                                                 | [ 22 ]                                 |
| 19ª  | 2014 | Kaohsiung   | Peso Aberto (Openweight)               | Turbold Baasansuren                    | Mongólia                               | Mitoryū Takayuki                                | [ 23 ]                                 |
| 19ª  | 2014 | Kaohsiung   | Peso Pesado                            | Alan Karaev                            | Rússia                                 |                                                 | [ 23 ]                                 |
| 19ª  | 2014 | Kaohsiung   | Peso Médio                             | Kiyoyuki Noguchi                       | Japão                                  |                                                 | [ 23 ]                                 |
| 19ª  | 2014 | Kaohsiung   | Peso Leve                              | Yūya Nakamura                          | Japão                                  | Enhō Akira                                      | [ 23 ]                                 |
| 20th | 2015 | Osaka       | Peso Aberto (Openweight)               | Sōichirō Kurokawa                      | Japão                                  |                                                 | [ 24 ]                                 |
| 20th | 2015 | Osaka       | Peso Pesado                            | Ryōta Oyanagi                          | Japão                                  | Yutakayama Ryōta                                | [ 24 ]                                 |
| 20th | 2015 | Osaka       | Peso Médio                             | Atsamaz Kaziev                         | Rússia                                 |                                                 | [ 24 ]                                 |
| 20th | 2015 | Osaka       | Peso Leve                              | Yūya Nakamura                          | Japão                                  | Enhō Akira                                      | [ 24 ]                                 |
| 21ª  | 2016 | Ulaanbaatar | Peso Aberto (Openweight)               | Turbold Baasansuren                    | Mongólia                               | Mitoryū Takayuki                                |                                        |
| 21ª  | 2016 | Ulaanbaatar | Peso Pesado                            | Vasilii Margiev                        | Rússia                                 |                                                 |                                        |
| 21ª  | 2016 | Ulaanbaatar | Peso Médio                             | Hayato Miwa                            | Japão                                  |                                                 |                                        |
| 21ª  | 2016 | Ulaanbaatar | Peso Leve                              | Batyr Altyev                           | Rússia                                 |                                                 |                                        |
| 22ª  | 2018 | Taoyuan     | Peso Aberto (Openweight)               | Vasilii Margiev                        | Rússia                                 |                                                 |                                        |
| 22ª  | 2018 | Taoyuan     | Peso Pesado                            | Vasilii Margiev                        | Rússia                                 |                                                 |                                        |
| 22ª  | 2018 | Taoyuan     | Peso Médio                             | Badral Baasandorj                      | Mongólia                               |                                                 |                                        |
| 22ª  | 2018 | Taoyuan     | Peso Leve                              | Sviatoslav Semykras                    | Ucrânia                                |                                                 |                                        |
| 23ª  | 2019 | Osaka       | Peso Aberto (Openweight)               | Batsuuri Namsraijav                    | Mongólia                               |                                                 |                                        |
| 23ª  | 2019 | Osaka       | Peso Pesado                            | Atsushi Igarashi                       | Japão                                  |                                                 |                                        |
| 23ª  | 2019 | Osaka       | Peso Meio-Pesado                       | Konstantin Abdula-Zade                 | Rússia                                 |                                                 |                                        |
| 23ª  | 2019 | Osaka       | Peso Médio                             | Badral Baasandorj                      | Mongólia                               |                                                 |                                        |
| 23ª  | 2019 | Osaka       | Peso Leve                              | Sviatoslav Semykras                    | Ucrânia                                |                                                 |                                        |

### Competição por Equipes Masculina
| Ano  | Campeão  | Vice-Campeão   | 3rd            | 3º Lugar       |
| ---- | -------- | -------------- | -------------- | -------------- |
| 1992 | Japão    | Estados Unidos | Mongólia       | França         |
| 1993 | Japão    | Estados Unidos | Mongólia       | Rússia         |
| 1994 | Japão    | Estados Unidos | Brasil         | Mongólia       |
| 1995 | Japão    | Mongólia       | Brasil         | Estados Unidos |
| 1996 | Japão    | Mongólia       | Finlândia      | Alemanha       |
| 1997 | Japão    | Finlândia      | Estados Unidos | Estónia        |
| 1998 | Japão    | Estados Unidos | Alemanha       | Polónia        |
| 1999 | Mongólia | Mongólia       | Mongólia       | Mongólia       |
| 2000 | Mongólia | Mongólia       | Mongólia       | Mongólia       |
| 2001 | Mongólia | Mongólia       | Mongólia       | Mongólia       |
| 2002 | Mongólia | Mongólia       | Mongólia       | Mongólia       |
| 2004 | Mongólia | Bulgária       | Alemanha       | Hungria        |
| 2005 | Mongólia | Bulgária       | Rússia         | Noruega        |
| 2006 | Mongólia | Japão          | Mongólia       | Polónia        |
| 2007 | Mongólia | Japão          | Ucrânia        | Mongólia       |
| 2008 | Rússia   | Japão          | Polónia        | Mongólia       |
| 2010 | Japão    | Rússia         | Ucrânia        | Mongólia       |
| 2012 | Mongólia | Rússia         | Ucrânia        | Mongólia       |
| 2014 | Mongólia | Rússia         | Ucrânia        | Mongólia       |
| 2015 | Rússia   | Mongólia       | Geórgia        | Japão          |
| 2016 | Rússia   | Mongólia       | Ucrânia        | Japão          |
| 2018 | Japão    | Rússia         | Polónia        | Ucrânia        |
| 2019 | Mongólia | Japão          | Egito          | Ucrânia        |

### Competição Individual Feminina
|     | Ano  | Sede        | Classe de Peso                         | Campeã                                 | País                                   | Ref.                                   |                                        |
| --- | ---- | ----------- | -------------------------------------- | -------------------------------------- | -------------------------------------- | -------------------------------------- | -------------------------------------- |
| 1ª  | 2001 | Aomori      | Peso Aberto (Openweight)               | Sandra Köppen                          | Alemanha                               | [ 25 ]                                 |                                        |
| 1ª  | 2001 | Aomori      | Peso Pesado                            | Veronika Kozlovskaya                   | Bielorrússia                           | [ 25 ]                                 |                                        |
| 1ª  | 2001 | Aomori      | Peso Médio                             | Satomi Ishigaya                        | Japão                                  | [ 25 ]                                 |                                        |
| 1ª  | 2001 | Aomori      | Peso Leve                              | Lene Aanes                             | Alemanha                               | [ 25 ]                                 |                                        |
| 2ª  | 2002 | Kraków      | Peso Aberto (Openweight)               | Rie Tsuihiji                           | Japão                                  | [ 26 ]                                 |                                        |
| 2ª  | 2002 | Kraków      | Peso Pesado                            | Olesya Kovalenko                       | Rússia                                 | [ 26 ]                                 |                                        |
| 2ª  | 2002 | Kraków      | Peso Médio                             | Edyta Witkowska                        | Polónia                                | [ 26 ]                                 |                                        |
| 2ª  | 2002 | Kraków      | Peso Leve                              | Satomi Ishigaya                        | Japão                                  | [ 26 ]                                 |                                        |
| −   | 2003 | Hong Kong   | Cancelado devido ao surto de SARS.     | Cancelado devido ao surto de SARS.     | Cancelado devido ao surto de SARS.     | Cancelado devido ao surto de SARS.     | Cancelado devido ao surto de SARS.     |
| 3ª  | 2004 | Riesa       | Peso Aberto (Openweight)               | Sandra Köppen                          | Alemanha                               | [ 27 ]                                 |                                        |
| 3ª  | 2004 | Riesa       | Peso Pesado                            | Fernanda Pereira da Costa              | Brasil                                 | [ 15 ] [ 27 ]                          |                                        |
| 3ª  | 2004 | Riesa       | Peso Médio                             | Svetlana Panteleeva                    | Rússia                                 | [ 27 ]                                 |                                        |
| 3ª  | 2004 | Riesa       | Peso Leve                              | Alina Boykova                          | Ucrânia                                | [ 27 ]                                 |                                        |
| 4ª  | 2005 | Osaka       | Peso Aberto (Openweight)               | Ekaterina Keyb                         | Rússia                                 | [ 28 ]                                 |                                        |
| 4ª  | 2005 | Osaka       | Peso Pesado                            | Sandra Köppen                          | Alemanha                               | [ 28 ]                                 |                                        |
| 4ª  | 2005 | Osaka       | Peso Médio                             | Svetlana Panteleeva                    | Rússia                                 | [ 28 ]                                 |                                        |
| 4ª  | 2005 | Osaka       | Peso Leve                              | Satomi Ishigaya                        | Japão                                  | [ 28 ]                                 |                                        |
| 5ª  | 2006 | Sakai       | Peso Aberto (Openweight)               | Anna Zhigalova                         | Rússia                                 | [ 29 ]                                 |                                        |
| 5ª  | 2006 | Sakai       | Peso Pesado                            | Olesya Kovalenko                       | Rússia                                 | [ 29 ]                                 |                                        |
| 5ª  | 2006 | Sakai       | Peso Médio                             | Svetlana Panteleeva                    | Rússia                                 | [ 29 ]                                 |                                        |
| 5ª  | 2006 | Sakai       | Peso Leve                              | Alina Boykova                          | Ucrânia                                | [ 29 ]                                 |                                        |
| 6ª  | 2007 | Chiang Mai  | Peso Aberto (Openweight)               | Ekaterina Keyb                         | Rússia                                 | [ 30 ]                                 |                                        |
| 6ª  | 2007 | Chiang Mai  | Peso Pesado                            | Olesya Kovalenko                       | Rússia                                 | [ 30 ]                                 |                                        |
| 6ª  | 2007 | Chiang Mai  | Peso Médio                             | Asano Matsuura                         | Japão                                  | [ 30 ]                                 |                                        |
| 6ª  | 2007 | Chiang Mai  | Peso Leve                              | Nelli Vorobyeva                        | Rússia                                 | [ 30 ]                                 |                                        |
| 7ª  | 2008 | Rakvere     | Peso Aberto (Openweight)               | Anna Zhigalova                         | Rússia                                 | [ 31 ]                                 |                                        |
| 7ª  | 2008 | Rakvere     | Peso Pesado                            | Olga Davydko                           | Ucrânia                                | [ 31 ]                                 |                                        |
| 7ª  | 2008 | Rakvere     | Peso Médio                             | Maryna Pryshchepa                      | Ucrânia                                | [ 31 ]                                 |                                        |
| 7ª  | 2008 | Rakvere     | Peso Leve                              | Nelli Vorobyeva                        | Rússia                                 | [ 31 ]                                 |                                        |
| −   | 2009 | Alexandria  | Cancelled due to the flu pandemic      | Cancelled due to the flu pandemic      | Cancelled due to the flu pandemic      | Cancelled due to the flu pandemic      | Cancelled due to the flu pandemic      |
| 8ª  | 2010 | Warsaw      | Peso Aberto (Openweight)               | Sylwia Krzemien                        | Polónia                                | [ 32 ]                                 |                                        |
| 8ª  | 2010 | Warsaw      | Peso Pesado                            | Anna Zhigalova                         | Rússia                                 | [ 32 ]                                 |                                        |
| 8ª  | 2010 | Warsaw      | Peso Médio                             | Dulmaa Yadmaa                          | Mongólia                               | [ 32 ]                                 |                                        |
| 8ª  | 2010 | Warsaw      | Peso Leve                              | Alina Boykova                          | Ucrânia                                | [ 32 ]                                 |                                        |
| −   | 2011 | Alexandria  | Cancelled due to political instability | Cancelled due to political instability | Cancelled due to political instability | Cancelled due to political instability | Cancelled due to political instability |
| 9ª  | 2012 | Wan Chai    | Peso Aberto (Openweight)               | Yuka Ueta                              | Japão                                  | [ 33 ]                                 |                                        |
| 9ª  | 2012 | Wan Chai    | Peso Pesado                            | Anna Zhigalova                         | Rússia                                 | [ 33 ]                                 |                                        |
| 9ª  | 2012 | Wan Chai    | Peso Médio                             | Svetlana Panteleeva                    | Rússia                                 | [ 33 ]                                 |                                        |
| 9ª  | 2012 | Wan Chai    | Peso Leve                              | Alina Boykova                          | Ucrânia                                | [ 33 ]                                 |                                        |
| 10ª | 2014 | Kaohsiung   | Peso Aberto (Openweight)               | Anna Zhigalova                         | Rússia                                 | [ 34 ]                                 |                                        |
| 10ª | 2014 | Kaohsiung   | Peso Pesado                            | Mariia Drboian                         | Ucrânia                                | [ 34 ]                                 |                                        |
| 10ª | 2014 | Kaohsiung   | Peso Médio                             | Anna Aleksandrova                      | Rússia                                 | [ 34 ]                                 |                                        |
| 10ª | 2014 | Kaohsiung   | Peso Leve                              | Vera Koval                             | Rússia                                 | [ 34 ]                                 |                                        |
| 11ª | 2015 | Osaka       | Peso Aberto (Openweight)               | Anna Zhigalova                         | Rússia                                 | [ 35 ]                                 |                                        |
| 11ª | 2015 | Osaka       | Peso Pesado                            | Sunjidmaa Khishigdorj                  | Mongólia                               | [ 35 ]                                 |                                        |
| 11ª | 2015 | Osaka       | Peso Médio                             | Maryna Maksymenko                      | Ucrânia                                | [ 35 ]                                 |                                        |
| 11ª | 2015 | Osaka       | Peso Leve                              | Daria Ibragimova                       | Rússia                                 | [ 35 ]                                 |                                        |
| 12ª | 2016 | Ulaanbaatar | Peso Aberto (Openweight)               | Anna Poliakova (nee Zhigalova)         | Rússia                                 |                                        |                                        |
| 12ª | 2016 | Ulaanbaatar | Peso Pesado                            | Sunjidmaa Khishigdorj                  | Mongólia                               |                                        |                                        |
| 12ª | 2016 | Ulaanbaatar | Peso Médio                             | Maryna Maksymenko                      | Ucrânia                                |                                        |                                        |
| 12ª | 2016 | Ulaanbaatar | Peso Leve                              | Alina Boykova                          | Ucrânia                                |                                        |                                        |
| 13ª | 2018 | Taoyuan     | Peso Aberto (Openweight)               | Anna Poliakova                         | Rússia                                 |                                        |                                        |
| 13ª | 2018 | Taoyuan     | Peso Pesado                            | Olga Davydko                           | Rússia                                 |                                        |                                        |
| 13ª | 2018 | Taoyuan     | Peso Médio                             | Anna Aleksandrova                      | Rússia                                 |                                        |                                        |
| 13ª | 2018 | Taoyuan     | Peso Leve                              | Vera Koval                             | Rússia                                 |                                        |                                        |
| 14ª | 2019 | Osaka       | Peso Aberto (Openweight)               | Svitlana Yaromka                       | Ucrânia                                |                                        |                                        |
| 14ª | 2019 | Osaka       | Peso Pesado                            | Anna Poliakova                         | Rússia                                 |                                        |                                        |
| 14ª | 2019 | Osaka       | Peso Meio-Pesado                       | Maryna Maksymenko                      | Ucrânia                                |                                        |                                        |
| 14ª | 2019 | Osaka       | Peso Médio                             | Magda Katarzyna Skrajnowska            | Polónia                                |                                        |                                        |
| 14ª | 2019 | Osaka       | Peso Leve                              | Alina Duzhenko                         | Ucrânia                                |                                        |                                        |

### Competição por Equpes Feminina
| Year | 1st place | 2nd place | 3rd           | 3rd           |
| ---- | --------- | --------- | ------------- | ------------- |
| 2001 | Mongólia  | Mongólia  | Japão         | Rússia        |
| 2002 | Mongólia  | Alemanha  | Mongólia      | Brasil        |
| 2004 | Alemanha  | Rússia    | Japão         | Brasil        |
| 2005 | Mongólia  | Mongólia  | Hungria       | Ucrânia       |
| 2006 | Mongólia  | Ucrânia   | Mongólia      | Japão         |
| 2007 | Rússia    | Ucrânia   | Japão         | Países Baixos |
| 2008 | Rússia    | Ucrânia   | Polónia       | Japão         |
| 2010 | Japão     | Mongólia  | Brasil        | Rússia        |
| 2012 | Rússia    | Ucrânia   | Polónia       | Japão         |
| 2014 | Mongólia  | Ucrânia   | Taipé Chinesa | Japão         |
| 2015 | Ucrânia   | Japão     | Rússia        | Mongólia      |
| 2016 | Rússia    | Mongólia  | Japão         | Ucrânia       |
| 2018 | Rússia    | Japão     | Tailândia     | Ucrânia       |
| 2019 | Rússia    | Japão     | Tailândia     | Ucrânia       |